# Ca l'Almenara
Ca l'Almenara és una obra d'Alfés (Segrià) inclosa a l'Inventari del Patrimoni Arquitectònic de Catalunya.

## Descripció
Gran habitatge entre mitgeres amb tres cossos perpendiculars a la façana; més ample el del centre, que es correspon a l'entrada i a la sala gran del pis, amb dues finestres que donen al balcó. La distribució de la planta baixa és típica de les cases rurals amb la quadra, el celler i una habitació amb recipients de pedra pel gra.

## Història
En una finestra apareix la data de 1685 i el cognom "PEIRÓ", que pot ser és una traça del constructor.